# Sensuis
Sensuis, és un paratge del terme municipal de Conca de Dalt, al Pallars Jussà, a l'antic terme de Toralla i Serradell, en el territori del poble de Rivert, però molt proper ja a Sensui.
Està situades a l'extrem sud-est del terme municipal, dins de l'antic terme de Toralla i Serradell, al sud-est de Rivert, però queda més a prop, a ponent, de Sensui, ja que es troba al límit del terme. És al nord de l'Obaga, a llevant de les Planes, al sud-est de les Vinyes i de la Cabana de Joan Antoni, i a ponent del Tros de l'Esteve.